# Église Saint-Louis de Munich
Pour les articles homonymes, voir Saint-Louis et Église Saint-Louis.
L'église Saint-Louis (Ludwigskirche) est une église de style néo-roman (Rundbogenstil) dédiée à saint Louis, patron du roi Louis Ier de Bavière, située à Munich en Bavière. Elle se trouve dans la partie nord de la Ludwigstraße, dans le quartier de Maxvorstadt.

## Histoire

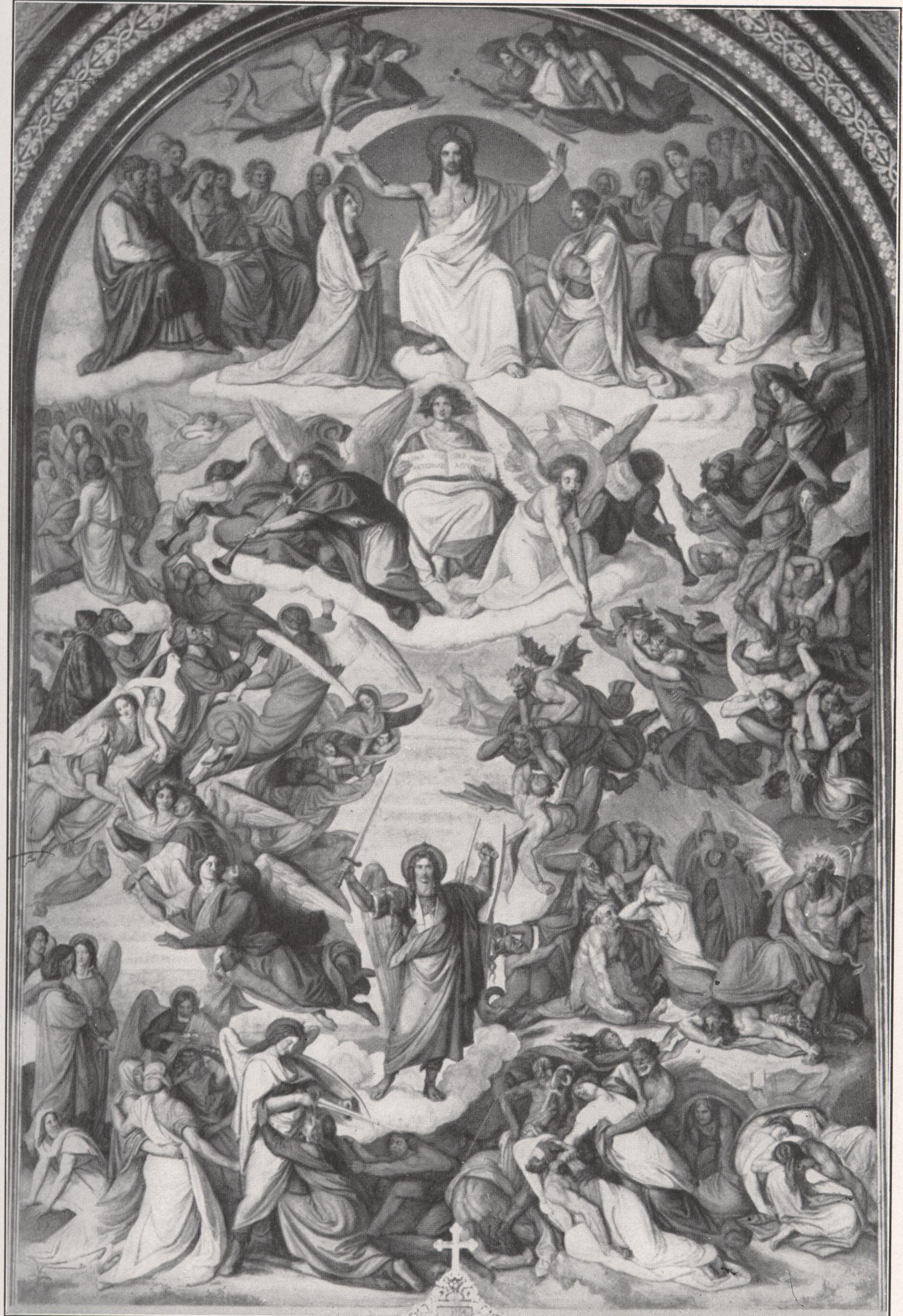
Le Jugement dernier de Peter von Cornelius

Lorsque l'on construit le ministère royal de la Guerre (aujourd'hui abritant les Archives de Bavière), le quartier de Schönfeld perd son église paroissiale, aussi le roi Louis Ier décide-t-il de faire construire une église dans l'axe de la Löwenstraße, aujourd'hui Schellingstraße. Les travaux débutent en 1829 et sont confiés à l'architecte Friedrich von Gärtner, d'après des projets de Leo von Klenze. C'est le premier édifice monumental à adopter le style arc et rond dans le goût néo-roman.
Les fresques sont peintes par Peter von Cornelius, membre du mouvement nazaréen, et constituent les fresques les plus grandes du monde. Celle du Jugement dernier (1836-1840) au-dessus du maître-autel mesure plus de 70m de haut et 45m de large. Celles du Créateur, de la Nativité et de la Crucifixion sont aussi remarquables. Le roi Louis cependant ne les trouve pas à son goût et Cornelius quitte Munich pour Berlin.
Ludwig von Schwanthaler est l'auteur du groupe sculpté Jésus et les Quatre Évangélistes.
L'église est consacrée le 8 septembre 1844, fête de la Nativité de la Vierge, par Mgr von Gebsattel. Elle est restaurée au début du XXe siècle, mais souffre de graves dommages à la fin de la Seconde Guerre mondiale. Elle sert d'église de garnison pour les troupes américaines d'occupation jusqu'en 1949.

## Sources
- (de) Cet article est partiellement ou en totalité issu de l’article de Wikipédia en allemand intitulé « St. Ludwig (München) » (voir la liste des auteurs).